# Лоно (мифология)
Лоно (Lono; полное имя — Лоно-нуи-нохо-и-ка-ваи: в переводе с гавайского означает «Великий Лоно, живущий в воде») — в гавайской мифологии бог изобилия, сельского хозяйства, дождей и музыки. Одно из четырёх главных божеств древних гавайцев (с богами Ку, Кане и его братом-близнецом Каналоа), существовавших до сотворения мира. Помимо Ку и Кане считался одним из творцов земли и всего живого мира, в том числе человека.

## Мифология
С именем Лоно были связаны такие природные явления как облака, ураганы, грозы и, прежде всего, дожди. В период засухи жители островов обращались к богу с мольбой об осадках. В сезон дождей, длившийся с октября по февраль, гавайцы ежегодно устраивали праздник под названием Макахини, сопровождавшийся песнями, танцами и играми Во время праздника гавайцы-общинники приносили вождям дары (овощи, диких животных, рыбу, циновки)..
Согласно местной легенде, бог Лоно спустился на землю по радуге, для того чтобы жениться на смертной девушке по имени Каики-лани. Однако из-за её красоты он сильно ревновал, а однажды заподозрил её в безбожии, за что избил её до смерти. Раскаявшись, Лоно инициировал игры Макахини в её честь, в течение которых он спускался на землю и бросал вызов любому мужчине, с которым впоследствии встречался на поле для схватки.
Однажды бог Лоно построил каноэ, наполнил его фруктами и уплыл, пообещав вернуться. Когда в январе 1778 года во время праздника Макахини подплыло судно британского путешественника Джеймса Кука, островитяне приняли мореплавателя за бога Лоно.